# Angola quiluanje (título)
Angola quiluanje (em quimbundo: Ngola Kiluanji) foi o título usados pelos reis ambundos do Reino do Dongo, da atual Angola, em África. O primeiro a usá-lo foi Angola Quiluanje Quiassamba, que fundou o reino ao separar o território do Reino do Congo em 1556. Admite-se a possibilidade de o termo estar relacionado com a palavra iwanzi (homem-leopardo) em quicongo ou com o antropônimo ki-lwadi ("que fere").